# Manuel Arenzana
Manuel Arenzana (Puebla, c. 1762 -1821) fue un compositor novohispano.
Ocupó el puesto de maestro de capilla de la Catedral de Puebla desde 1792. Fue uno de los primeros autores del clasicismo en el país, con obras tanto seculares como sacras, caracterizadas por la frescura y el humor. Se conservan más de cien obra suyas, todas en la Catedral de Puebla. Algunas de ellas son:  
- Misa en Re Mayor - Salve Regina
- Maitines para la Virgen de Guadalupe
- Responsorio a dúo para Nuestra Señora de las Nieves
- Te Deum laudamus[2]